# Virgilius van Tuil en de oom uit Zweden
Virgilius van Tuil en de oom uit Zweden is een Nederlandstalige jeugdroman, geschreven door Paul Biegel en uitgegeven in 1980 bij Uitgeverij Holland in Haarlem. Het werk, waarvan de eerste editie geïllustreerd werd door Babs van Wely, is het derde deel uit een vierluik over de dwerg Virgilius van Tuil.

## Inhoud
Virgilius krijgt een bericht van zijn oom Diederik, die aankondigt hem op de hei te bezoeken. Hij besluit zijn oom tegemoet te reizen. Onderweg betrapt hij twee dieven, krijgt hij een zogenaamde hupmobiel en komt hij een ander dwergenvolk tegen; allerlei afleidingen die ervoor zorgen dat oom Diederik enigszins in de vergetelheid raakt.